# Morro de Ipanema

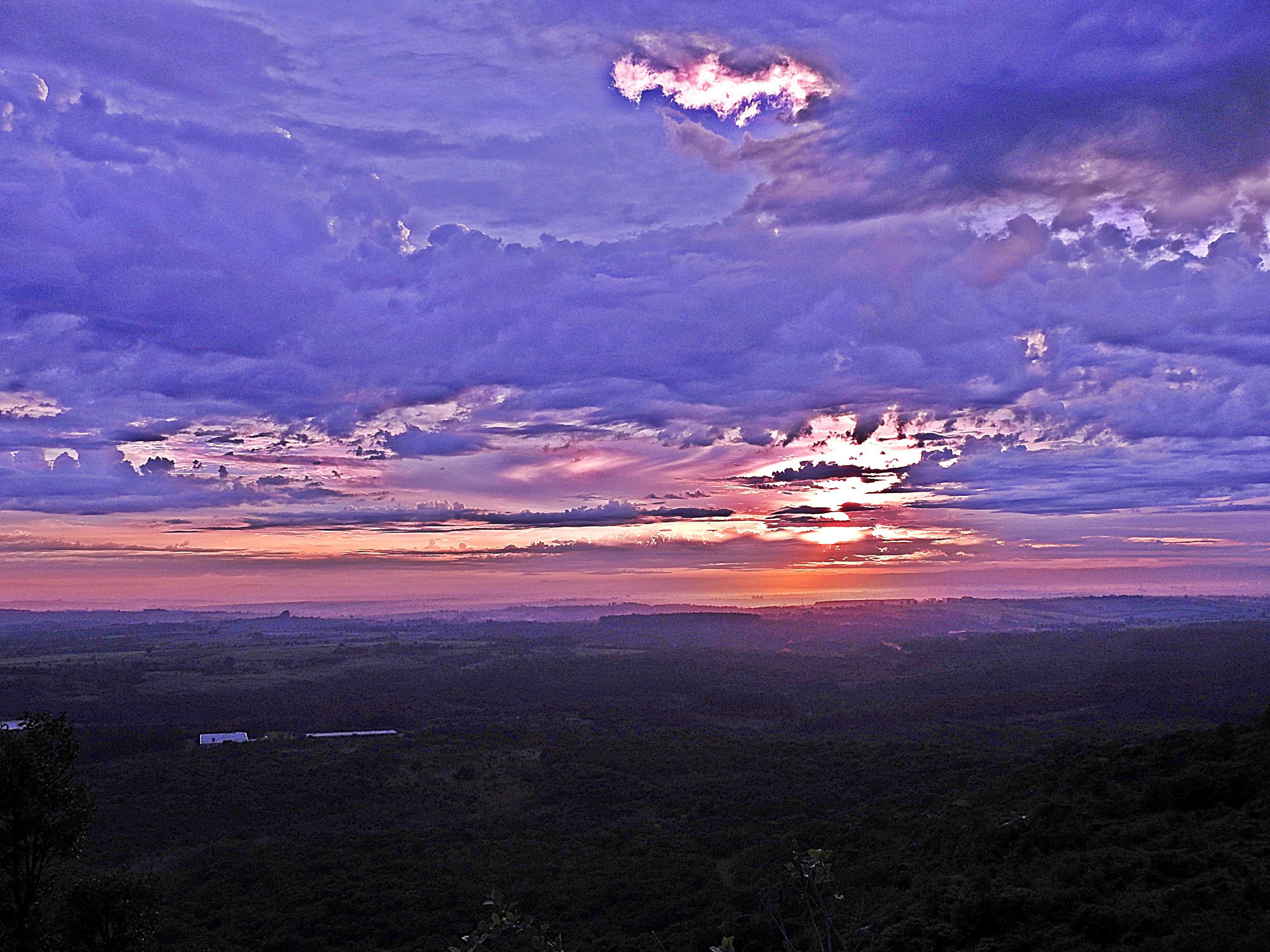
Visão do alto do Morro de Ipanema.

O Morro de Ipanema ou simplesmente "Morro Ipanema", também conhecido como Serra ou Morro de Araçoiaba, é uma proeminente elevação topográfica com cerca de 5069 hectares situada na região de Sorocaba. A palavra Araçoiaba em tupi significa "lugar onde o sol se esconde" ou "esconderijo do sol", já a palavra ipanema significa "águas ruins".
O Morro de Ipanema situa-se na bacia Hidrográfica do rio Sorocaba, entre seus afluentes da margem esquerda, os rios Ipanema e Sarapuí; tem altitude de  968 m em relação ao nível do mar. É circundado pelos municípios de Sorocaba, Iperó (distrito de Bacaetava), Araçoiaba da Serra e Capela do Alto, os quais estão numa elevação média de 600 m.
Destaca-se, portanto, no relevo local e regional, pois a geologia revela que constitui uma intrusão de rochas ígneas de natureza ultrabásica-alcalina, de idade Mesozóica (123 milhões de anos), que atravessou as rochas da sedimentares da Bacia do Paraná, numa área com geomorfologia típica da Depressão Periférica, na Zona do Médio Tietê. Hoje, as rochas ali presentes, são remanescentes de um antigo edifício vulcânico, portanto, no passado, o Morro de Ipanema foi um legítimo vulcão. O evento da intrusão soergueu os arenitos do Subgrupo Itararé e também rochas do embasamento cristalino. A feição geomorfológica do morro também é denominada de "Horst Dômico de Araçoiaba da Serra". Há processo de fenitização nas rochas encaixantes da intrusão alcalina e um expressivo sistema de diques radiais no entorno da intrusão, alguns com dezenas de quilômetros de extensão.
Há uma vasta história ligada ao Morro de Ipanema. O local foi palco da construção da primeira fundição de ferro do Brasil, a Fundição Ipanema, que atualmente completa 200 anos. O minério de ferro era proveniente de magnetita associada a corpo de carbonatito. Há também histórias místicas, como a do monge de Ipanema. O morro serviu de referência para o caminho ou trilhas do Peabiru.
A área faz parte da Floresta Nacional de Ipanema - Flona, uma unidade de conservação ambiental criada em 1992 e administrada pelo IBAMA. A vegetação foi classificada como região fitoecológica da floresta Estacional Semidecidual, apresentando elementos da Floresta Ombrófifa Densa Mista e de cerrado. Sofreu intensa ação antrópica pela retirada de madeira para carvão (combustível) para a Real Fábrica de Ferro, além de decretos de lavras para mineração de calcário e a, apatita, queimadas, etc.
Toda a região do Morro Ipanema e seu entorno reveste-se de importante potencial do ponto de vista de preservação, histórico, turístico, geológico, geomorfológico, arqueológico, arquitetônico, fitogeográfico, climático, tecnológico, entre outros. Na região de piemonte há a localidade de Varnhagen, com o conjunto arquitetônico da Fundição Ipanema e Fazenda Ipanema onde já funcionou o CENEA, Centro Nacional de Engenharia Agrícola, efetuando pesquisas agrárias e escola de aviação agrícola. A antiga Estrada de Ferro Sorocabana - EFS cruza a porção a leste e a norte do morro e tem a estação ferroviária de Varnhagen, cujo prédio atual foi construído em 1928.
Nos altos do Morro de Ipanema há o monumento a Varnhagen, visitado pela Família Real em 11 de novembro de 1884. Nesse monumento há a inscrição: A memória de Varnhagen, Visconde de Porto Seguro, nascido na terra fecunda descoberta por Colombo. Iniciado por seu pai nas couzas grandes e úteis, estremeceo sua pátria escreveo-lhe a história. Sua alma imortal reúne aqui todas as suas recordações. Outro monumento é uma Cruz denominada de Cruzeiro da Pedra Santa.
Na parte de maior altitude há diversas torres e antenas de TV, rádio, telefonia, microondas, pois se trata de um ponto privilegiado para as telecomunicações. Há uma estrada que leva até o alto do Morro, de onde se pode ter espetacular visão panorâmica para várias cidades da região de Sorocaba. Próximo ao Morro de Ipanema, na rodovia que liga Sorocaba a Iperó encontram-se as instalações da Marinha do Brasil, o Centro Experimental Aramar, que desenvolve pesquisas nucleares.